# Largu
Largu – wieś w Rumunii, w okręgu Buzău, w gminie Largu. W 2011 roku liczyła 1403 mieszkańców.